# Cees Bouman
Cees Bouman (Vlaardingen, 25 september 1948) is een Nederlands voormalig voetballer. Hij speelde enkel voor Fortuna Vlaardingen. Hij is de jongere broer van Jan Bouman. Na zijn carrière als voetballer is hij aan de gang gegaan als trainer.

## Carrièrestatistieken
| Seizoen         | Club                | Land            | Competitie      | Competitie | Competitie | Beker | Beker | Internationaal | Internationaal | Overig | Overig | Totaal | Totaal |
| Seizoen         | Club                | Land            | Competitie      | Wed.       | Dlp.       | Wed.  | Dlp.  | Wed.           | Dlp.           | Wed.   | Dlp.   | Wed.   | Dlp.   |
| --------------- | ------------------- | --------------- | --------------- | ---------- | ---------- | ----- | ----- | -------------- | -------------- | ------ | ------ | ------ | ------ |
| 1966/67         | Fortuna Vlaardingen | Nederland       | Tweede divisie  | –          | 1          | –     | –     | 0              | 0              | 0      | 0      | –      | 1      |
| 1967/68         | Fortuna Vlaardingen | Nederland       | Tweede divisie  | –          | 4          | –     | 2     | 0              | 0              | 0      | 0      | –      | 6      |
| 1968/69         | Fortuna Vlaardingen | Nederland       | Tweede divisie  | –          | 1          | –     | 0     | 0              | 0              | 0      | 0      | –      | 1      |
| 1969/70         | Fortuna Vlaardingen | Nederland       | Eerste divisie  | –          | –          | –     | 0     | 0              | 0              | 0      | 0      | –      | –      |
| 1970/71         | Fortuna Vlaardingen | Nederland       | Tweede divisie  | –          | 4          | –     | 0     | 0              | 0              | 0      | 0      | –      | 4      |
| 1971/72         | Fortuna Vlaardingen | Nederland       | Eerste divisie  | –          | 4          | –     | 0     | 0              | 0              | 0      | 0      | –      | 4      |
| 1972/73         | Fortuna Vlaardingen | Nederland       | Eerste divisie  | –          | –          | –     | 0     | 0              | 0              | 0      | 0      | –      | –      |
| 1973/74         | Fortuna Vlaardingen | Nederland       | Eerste divisie  | 36         | 1          | –     | 0     | 0              | 0              | 0      | 0      | –      | 1      |
| 1974/75         | FC Vlaardingen '74  | Nederland       | Eerste divisie  | –          | 10         | –     | 0     | 0              | 0              | 0      | 0      | –      | 10     |
| 1975/76         | FC Vlaardingen '74  | Nederland       | Eerste divisie  | 36         | 3          | –     | 1     | 0              | 0              | 0      | 0      | –      | 4      |
| 1976/77         | FC Vlaardingen '74  | Nederland       | Eerste divisie  | 35         | 6          | –     | 0     | 0              | 0              | 0      | 0      | –      | 6      |
| 1977/78         | FC Vlaardingen '74  | Nederland       | Eerste divisie  | 32         | 1          | –     | 0     | 0              | 0              | 0      | 0      | –      | 1      |
| Carrière totaal | Carrière totaal     | Carrière totaal | Carrière totaal | –          | –          | –     | 3     | 0              | 0              | 0      | 0      | –      | –      |